# Григориј Зиновјев
Григориј Мојсејевич Зиновјев (рус. Григо́рий Евсе́евич Зино́вьев; 23. септембар 1883 – 25. август 1936), рођен као Овсеј-Гершон Аронович Апфељбаум (рус. Овсей-Гершен Аронович Радомысльский Апфельбаум) је био јеврејски бољшевички револуционар и совјетски политичар, познат као први председник Коминтерне, један од најмоћнијих политичара у првим годинама постојања совјетске државе, али и једна од првих истакнутих жртава Велике чистке.

## Биографија
Рођен је у породици јеврејских сељака из данашњој централној Украјини. Као младић се 1901. године прикључио Руској социјалдемократској радничкој партији, а 1903. њеној бољшевичкој фракцији, поставши блиски сарадник њеног вође Лењина. Са њиме се, међутим, накратко посвадио непосредно пред Октобарску револуцију 1917. године, изразивши своје противљење плану за насилно преузимање власти. У пролеће 1918. године, у драматичним околностима грађанског рата, се вратио у партијско вођство те с временом стекао довољно политичког капитала да 1919. постане први председник Коминтерне. За време рата се, пак, посвађао са Лавом Троцким који му је следећих година био главни супарник у борби за контролу над Партијом.
Пред крај Лењиновог живота се наметнуо као један од најозбиљнијих кандидата за Лењиновог наследника, односно уживао статус главног теоретичара Партије. Како би поразио Троцког, створио је тзв. тријумвират са Лавом Камењевим и Јосифом Стаљином, а који је почетком 1924. успео да неутралише Троцког и његове присталице. Већ следеће године су се Зиновјев и Камењев посвађали са Стаљином, али је он успео да на своју страну привуће фракцију Николаја Бухарина. Верује се како је Стаљин при томе вешто користио управо Зиновљевљеву позицију у Коминтерни, оптужујући га да од ње ствара "државу у држави", као и за неуспех у покушајима да "извезе" комунистичку револуцију у земље ван тадашњег Совјетског Савеза, односно дипломатску изолацију у коју су такви покушаји доводили СССР. Крајем 1925. Стаљинова струја је поразила Зиновјевљеву на 14. конгресу СКП(б), натеравши Зиновјева да покуша да пронађе заједнички језик са Троцким формирајући тзв. Уједињену опозицију. Ти су, напори, међутим, резултовали тиме да је 1926. године Зиновјев прво био избачен из Политбироа, а потом из Централног комитета.
За разлику од Троцког, који је избачен из Партије и отишао у егзил, Зиновјев је капитулирао пред Стаљином, јавно признао властите "погрешке" те је остао у Партији и обављао ниже функције у совјетском партијском и државном апарату. У октобру 1932. су он и Камењев избачени из Партије након тзв. Рјутинове афере, али су се у њу вратили у децембру 1933. након што су још једном јавно признали своје "погрешке".
Након што је 1. децембра 1934. убијен популарни лењинградски партијски вођа Сергеј Киров, Зиновјев је ухапшен и, овај пут коначно, избачен из Партије. У јануару 1935. је одржано суђење на коме је Зиновјев признао "морално саучесништво" у Кировљевом убиству, а након чега је осуђен на 10 година строгог затвора. У лето 1936. године, док је био на издржавању казне доведен је у на тзв. Први московски процес где је признао да је са прогнаним Троцким од 1932. године ковао уроту са циљем да изврши атентате против Стаљина и других совјетских вођа. Иако му је, према неким наводима, Стаљин лично обећао милост у замену за признање, након кратког суђења је осуђен је на смрт и већ следећи дан погубљен.
Године 1988. је званично рехабилитован од стране совјетских власти у доба Гласности.

## У популарној култури
Григориј Зиновјев се појављује као лик у Оскаром награђеном америчком играном филму Црвени из 1981. године, где га је тумачио пољски књижевник Јержи Косински.